# 劉聖書
劉 聖書（りゅう せいしょ、リュウ・シェンシュー、英語: Liu Shengshu、2004年4月8日 - ）は、中華人民共和国の女子バドミントン選手。2024年パリオリンピックでは20歳の若さで銀メダルを獲得。世界ジュニア選手権の2冠王者。

## 経歴
2022年の世界ジュニア選手権では、女子ダブルスでは王汀戈とペアを組み、混合ダブルスでは朱一珺とペアを組んで出場。どちらも優勝し2冠を達成した。
シニアレベルからは1歳年上の譚寧とペアを組む。
2024年パリオリンピックでは、女子ダブルスで銀メダルを獲得。